# Calle Overweg

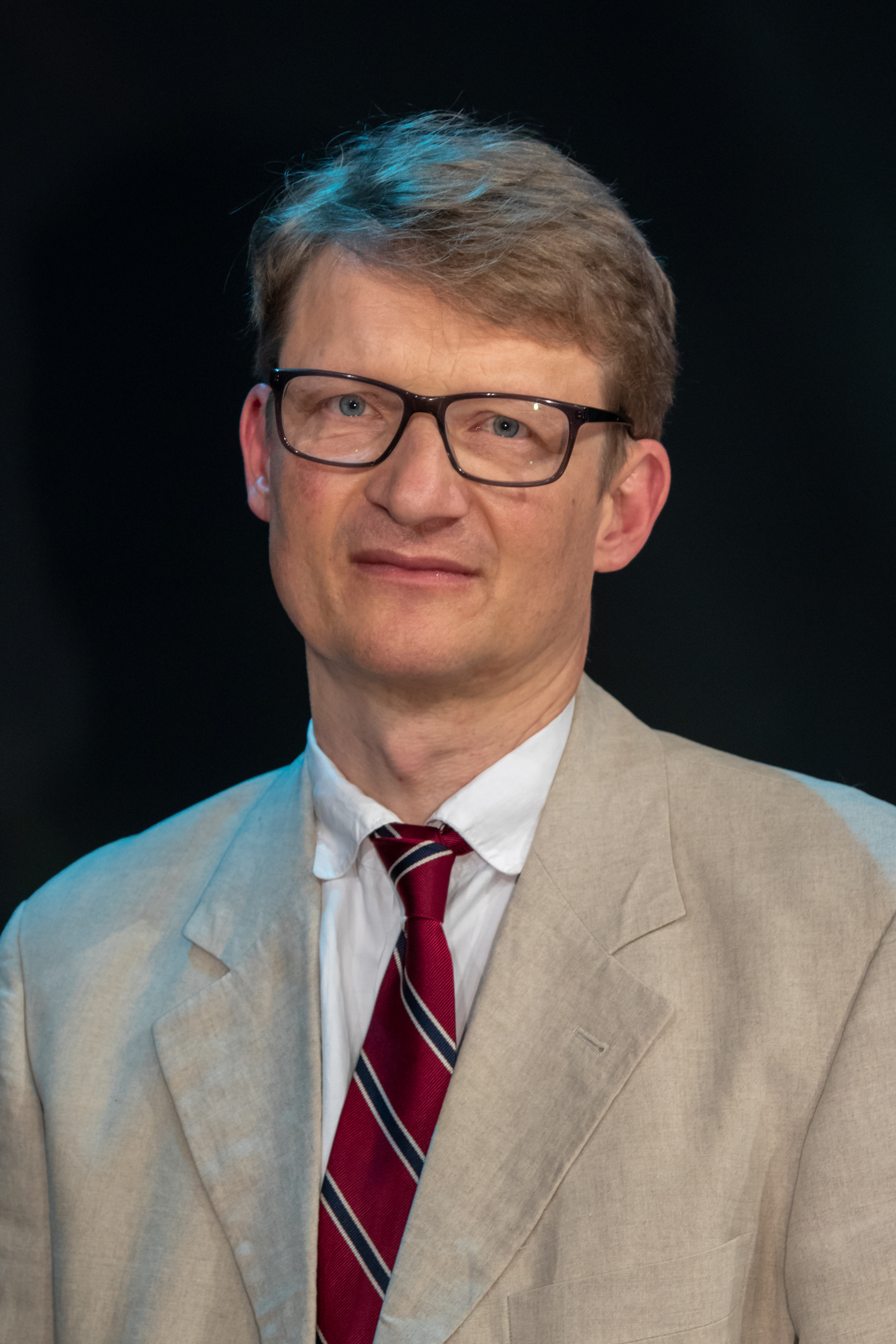
Calle Overweg, 2018

Calle Overweg (* 1962 in Krefeld) ist ein deutscher Filmregisseur und Filmeditor.

## Leben
Calle Overweg studierte Regie an der Deutschen Film- und Fernsehakademie Berlin (DFFB) und an den „Höheren Kursen für Szenaristen und Regisseure“ in Moskau. Sein Abschlussfilm Grünschnäbel (1997) erhielt den Förderpreis „Bester Absolventenfilm Deutscher Filmhochschulen“. Für Das Problem ist meine Frau (2003) erhielt er den 3sat-Dokumentarfilmpreis.
Overweg hat experimentelle Dokumentarfilme, Filme über und für Kinder (wie Die Villa und Da kann noch viel passieren) und klassische Dokumentarfilme gedreht. Er unterrichtet an der Bauhausuniversität Weimar und der DFFB. Calle Overweg lebt und arbeitet in Berlin.

## Filmografie (Auswahl)
- 1996: Grünschnäbel, sieben Kinder, die schon wissen, was sie werden wollen
- 1998: Tumber Narr, Heiliger Tor
- 2000: Dreckfresser
- 2003: Das Problem ist meine Frau
- 2004: Die Villa
- 2006: Heimatklänge
- 2007: Grünschnäbel, Träume leben weiter
- 2008: Da kann noch viel passieren
- 2011: Beziehungsweisen
- 2013: Land in Sicht
- 2014: 16 Years Til Summer

## Auszeichnungen (Auswahl)
- 1996 Förderpreis bester Absolventenfilm deutscher Filmhochschulen für „Grünschnäbel“
- 2003 3sat-Dokumentarfilmpreis für Das Problem ist meine Frau
- 2009 Förderpreis Akademie für Kindermedien für Spielfilmreatment „Guter Junge“
- 2018 Deutsche Akademie für Fernsehen: Auszeichnung in der Kategorie Dokumentarfilm für Drei Engel für Russland – Glaube, Hoffnung, Liebe (gemeinsam mit Katja Fedulova)